# Elizabeth Smylie
Elizabeth Smylie (Perth, 1963. április 11. –) ausztrál teniszezőnő. Pályafutása során négy Grand Slam-tornán diadalmaskodott, ebből egyet páros, hármat vegyespáros versenyben szerzett.

## Grand Slam-győzelmek

### Páros
- Wimbledon: 1985

### Vegyes
- Wimbledon: 1991
- US Open: 1983, 1990